# Sphaerirostris reptans
Sphaerirostris reptans är en hakmaskart som först beskrevs av Bhalerao 1931.  Sphaerirostris reptans ingår i släktet Sphaerirostris och familjen Centrorhynchidae. Inga underarter finns listade i Catalogue of Life.